# Échange de données informatisé
Pour les articles homonymes, voir EDI.
L'échange de données informatisé (EDI), ou en anglais Electronic Data Interchange, est le terme générique définissant un échange d'informations 

## Définition
Les messages normalisés au niveau de la syntaxe et du vocabulaire (sémantique)[pas clair] véhiculent des données essentiellement codifiées (ex: le code lieu-fonction d'une entreprise, a la forme numérique d'un EAN 13).
Les standards EDI ont été définis à la fin des années 1980 et au début des années 1990.

## Quelques organisations
- al, qui traitent des échanges dans l'industrie automobile respectivement en Allemagne et en France[2].
- UN/CEFACT auteur entre autres des standards UN/EDIFACT (Electronic Data Interchange for Administration, Commerce and Transport) et UN/XML
- Dans l'industrie du semi conducteur en Europe, Édifice, The European B2B forum for the Electronics Industry
- EDI / SANDRE, instance de normalisation des échanges de données sur l'eau
- AGRO EDI EUROPE, association de promotion et de normalisation des Échanges Électroniques Professionnels Agricoles
- European Network Exchange, association de constructeurs et de sous-traitants automobileGED DE FRANCE, Repertoire des professionnels de l'EDI en France
- GS1 France, organisme de standardisation multi-sectoriel
- ODETTE, organisme de standardisation pour l'industrie automobile en Europe
- VDA et GALIA, associations membres de ODETTE Internation

## Quelques normes EDI
- Syntaxes XML : EbXML, RosettaNet (électronique), CAP (pièces détachées automobiles), CIDX (chimie), PIDX (pétrole), etc.
- EDIFACT de l'UN/CEFACT, normes et syntaxe, utilisés dans le monde entier et dans des secteurs d'activité très variés tels que le transport, l'industrie automobile ou pharmaceutique et la grande distribution. Beaucoup de normes sectorielles sont basées sur les messages EDIFACT. C'est le cas pour les normes GALIA dans l'automobile française ou INOVERT dans le transport.
- EDIEL Utilisé dans le cadre des marchés libéralisés de l'énergie (Pays nordiques et Belgique)
- GS1 EANCOM, subset de l'UN/EDIFACT et GS1 XML (international et multi-sectoriel)
- ODETTE (Industrie automobile européenne)
- railML (Industrie ferroviaire européenne)
- VDA (industrie automobile allemande)
- INOVERT (Transport, France)
- ANSI X12 (États-Unis)
- Tradacom (Grande-Bretagne)
- ADatP-3 (norme OTAN)
- EBICS (France)
- LegalDocML /  Akoma Ntoso (Documents juridiques)

## Quelques protocoles de communication
- EDIINT AS1 (smtp), AS2 (http), AS3 (ftp)
- OFTP (protocole d'échange établi par Odette: Odette File Transfer Protocol)
- SMTP (protocole utilisé pour les courriels entre autres)
- X.400 (utilisé par exemple par les réseaux Atlas400 et Allegro en France)